# (27826) 1993 WQ
1993 دابليو كيو (ويعرف أيضًا باسم (27826) 1993 دابليو كيو وفق تسمية الكوكب الصغير) (بالإنجليزية: 1993 WQ)‏ هو كويكب ضمن حزام الكويكبات؛ وترتيبه 27826 من حيث الاكتشاف.
اكتُشف هذا الجُرم الفلكي بواسطة شوهي سوزوكي في 22 نوفمبر 1993.

## وصلات خارجية
- (27826) 1993 WQ في قاعدة بيانات مختبر الدفع النفاث لأجرام النظام الشمسي الصغيرة

- الاكتشاف · مخطط المدار ·  العناصر المدارية · المعلمات المادية

- (27826) 1993 WQ على موقع ويكي سكاي: DSS2, SDSS, GALEX, IRAS, Hydrogen α, X-Ray, Astrophoto, Sky Map, Articles and images